# Зимові байки
«Зимові байки» — одинадцятий роман аргентинського письменника-фантаста Карлоса Гардіні, опублікований у 2004 році видавництвом «Мінотавр» через те, що він став фіналістом конкурсу на премію «Мінотавр». Роман можна класифікувати як твір, що поєднує в собі два жанри: фентезі та наукову фантастику. Головний герой — Йонас Анжеліко, оглядач з питань мистецтва та мистецтвознавства з вигаданого міста Фокаріс.

## Структура
Роман складається з двадцяти розділів і коди, яка є епілогом до роману. Хоча основна частина твору оповідається від першої особи — головного героя, починаючи з сьомого розділу, чотири розповіді від третьої всезнаючої особи чергуються (розділи 7, 9, 11 і 13) зі звичайною розповіддю від першої особи. Кожна з цих розповідей від третьої особи функціонує незалежно від решти роману, як оповідання чи байки (звідси й назва книги), хоча в поєднанні з рештою твору вони набувають нового значення. Перші три історії розповідає сам Йонас Анджеліко перед нами та жителями Белламару, як оповідання та байки про його власний дивний досвід спостерігача Конклаву, а останню розповідає Тарім як прощальний подарунок Йонасу.

## Зміст
Йонас Анджеліко — оглядач мистецтв і мистецтвознавства, чиновник і речник Синоду, уряду конклаву над Фокарісом та його колоніями. Одна з його головних функцій — підтримувати Злагоду: порядок проведення різних концертів і культурних заходів під контролем конклаву Фокаріса, але це також і вшанування Пентакрата, напівбога та ключової фігури в поширенні Конклава, оскільки він надає Дари — контроль над мантикорами, вогнищами та захисною музикою, які захищають людей від ламірів Амберлака, а також від їхніх власних імпульсів. Мантра конклаву є дуже важливим віршем фокарісійською мовою, але вона втрачає свою силу в інших мовах:
«El cóncavo clamor

del cónclave convexo

convoca a concordar

conciertos concoideos»
Як речник Злагоди, Йонас успішно виконує численні місії, але все ж не впорався з доставленням данини Пентакрату, що призводить до його вигнання з Фокаріса на острів Белламар, в рибальське селище. Там він відчуває, як розривається його зв'язок з містом, а також «псування» його мови та поступове заміщення її мовою белламарською, м'якшою і повільнішою.</br> У Белламарі Йонас зустрічає Бруно Сироту, якому розповідає епізоди своєї історії, яку потім повторює перед нами, урядом острова і Тарімом, який нагадує йому когось і наполягає на тому, щоб він розповідав свої історії перед людьми, у формі байок, бо їм набридло постійно чути одне й те саме.</br> Як спосіб спокути, Йонас розповідає свої історії від третьої особи, переходячи з рідної фокарісійської мови на белламарську. Він розповідає три історії, які готують його до випробування, що поставить його віч-на-віч зі своєю долею та Пентакратом.

### Зимові байки
- Розділ 7: Списи, транси та невдачі. Перша з історій розповідає про палацові інтриги у Маракальдо, історичному та театральному місті з дуже слабким духом інновацій: там він зустрічає Підлицеміра Трімарка, сина правителя (Великого Лицеміра Лукреція), який розповідає йому, що його батько приніс свого брата в жертву ламірам з наміром укласти пакт і стати альхарлаком, живою книгою пророцтв ламірів, яка підтримує знищення Фокаріса. На підтвердження своєї історії Трімарко показує Книгу/Чудес, алхарлака Амберлака, одного з наймогутніших ламірів шляхетної касти, якого вони вбивають, щоб скріпити союз між Маракальдо та Фокарісом.
- Розділ 9: Фрагменти Бога серед котів, що танцюють. Ця історія відбувається на Джамасі, групі островів, що нібито народилися з уламків бога, де править Virginátrix, безсмертна незаймана діва в одязі зі священною книгою, надрукованою на її спині. Там спостерігач рятує Діву від безсмертної долі, одружується з нею та позбавляє її цноти, щоб відвезти до Фокаріса.
- Розділ 11: Хорова музика. Там спостерігач зустрічає Лакардо, жахливого директора музичної школи, колишнього раба, який піддався мистецтву хижака і розвинув у собі дуже потужну психічну силу, подібну до захисної музики Фокаріса. Спостерігач переконує Лакардо отримати захист конклаву й перенести свою школу до Фокаріса.
- Розділ 13: Цирк світла. Цю історію розповідає не Йонас, а Тарім, після того, як Йонас підкорився Милосердному за вказівкою Скелі, що Говорить, і нас, щоб бути вигнаним з Белламару. Історія розповідає про жінку на ім'я Сара, мрійницю, яка зустрічає Цирк світла, де його директор, приборкувач, перетворює її на людину-метелика, ґвалтує та підпорядковує цирку. Зрештою Сара вбиває приборкувача, але залишається прив'язаною до Цирку, оскільки її сім'я та колишній коханий не приймають її.

## Персонажі
- Йонас Анджеліко: головний герой роману, спостерігач, висланий із Фокаріса на острів Белламар.
- Тарім: дочка колишнього спостерігача у вигнанні, вона підкорилася волі нас у Белламарі та служить Йонасу, щоб він міг писати, а потім розповідати людям свої байки.
- Гермінія Солар: актриса театру привидів у Фокарісі та головне захоплення спостерігача, коли він був у цьому місті.
- Пентакрат: напівбог, легендарний герой-засновник Фокаріса, який мешкає на горі Дерев. Водночас головний антагоніст роману. Його свідомість розділена на п'ять тіл.
- Лакардо: екстрасенс, який володіє музичною силою, схожою на захисну музику, але набагато агресивнішою.
- Virginatrix: правителька Джамаси, жриця Розбитого Бога, безтілесна і безсмертна.
- Трімарх: колишній підлицемір Маракальдо, а на час дії роману — Великий лицемір, що мешкає у Фокарісі. Він ненавидить ламірів і скидає свого батька як небезпечного та заради власних амбіцій.
- Фратернус: безтілесний, тупий і владний ад'ютор, підневільний клон Йонаса. Він помирає в Белламарі під час обряду вигнання.